# Nördlinger Hütte
Nördlinger Hütte – austriackie schronisko górskie położone w Alpach Wschodnich, w paśmie Karwendel, na południowych stokach Reither Spitze (2374 m n.p.m.). Należy do Oddziału Alpenverein w Nördlingen.

## Charakterystyka
Nördlinger Hütte jest najwyżej położonym schroniskiem górskim pierwszej klasy w paśmie Karwendel. Znajduje się na wysokości 2238 m n.p.m. i zostało otwarte 16 sierpnia 1898. Może pomieścić około 2000 nocujących w ciągu średniego sezonu turystycznego od czerwca do października. Ze względu na wyeksponowane położenie na grzebieniu skalnym poniżej Reither Spitze stanowi bazą wypadową na kilkudniowe wycieczki. Turyści przybywają tu też aby oglądać zachody słońca nad Alpami Tyrolskimi. Obiekt stanowi również cel wycieczek jednodniowych gości, którzy przybywają koleją linową Härmelekopf z Seefeld im Tirol (poprzez szczyt Härmelekopf). Popularny jest wśród alpinistów udających się na okoliczne skały, zwłaszcza na ściany Erlspitze.
Schronisko ma 32 miejsca w pokojach wieloosobowych i 34 miejsca w pokojach z materacami (10-12 osób).

## Galeria

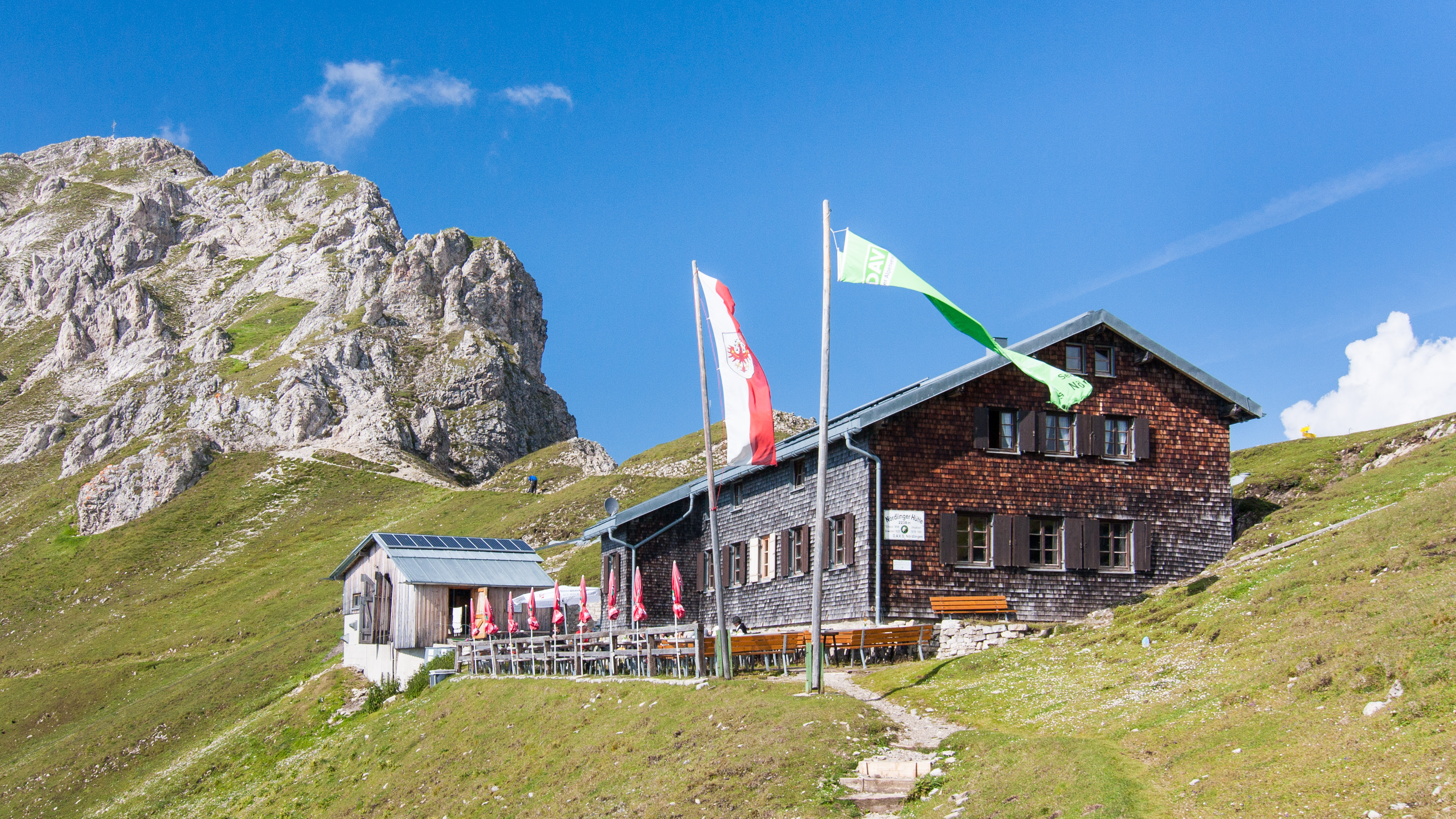
Widok na tle Reither Spitze
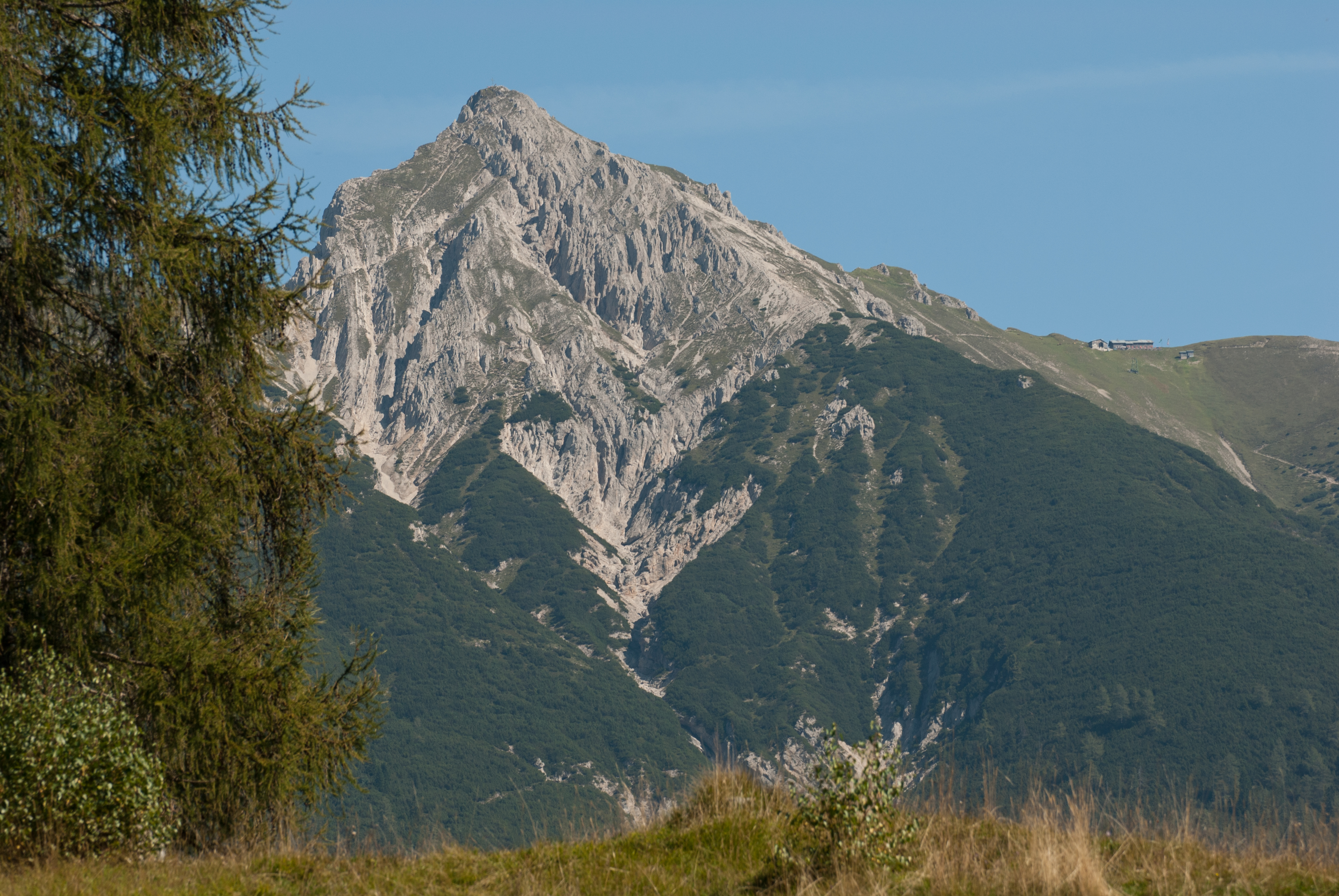
Widok od zachodu wraz z Reither Spitze
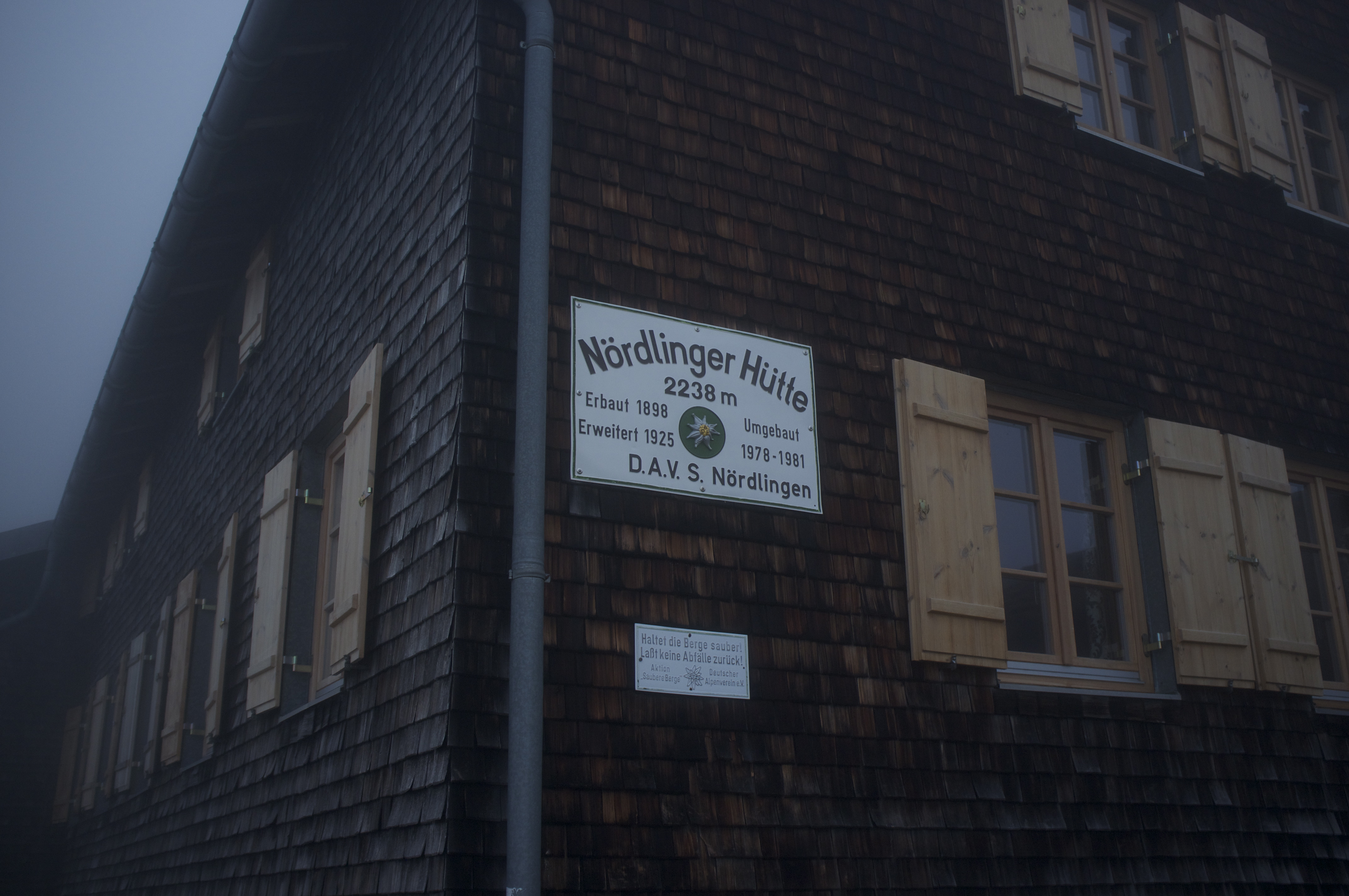
Fragment elewacji